# Тангса
Тангса (также тангшанг, тасе, чамчанг) — народ, проживающий на юго-востоке индийского штата Аруначал-Прадеш (округа Чангланг и Тирап) и в прилегающих районах Мьянмы (округ Сикайн). По данным Ethnologue численность этноса составляет около 100 400 человек (из них 55 400 – в Мьянме и 45 000 – в Индии). Делятся на множество подгрупп (всего около 70).
Тангса традиционно занимаются земледелием, основные продукты которого: рис, пшено, кукуруза. Жилища представляют собой дома на сваях, поделённые на много комнат. Традиционная религия представляет собой анимистические верования, тем не менее, в последнее время многие представители этноса перешли в буддизм (в Мьянме) и христианство (как в Индии, так и в Мьянме). Абсолютное большинство христиан – баптисты, хотя имеются меньшинства пресвитериан и католиков.
Многие представители этноса считают, что предки тангса мигрировали на территорию современного проживания с территории современной Монголии. Местная традиция предполагает, что на современных землях народ поселился в начале XIII века.
Язык тангса относится к тибето-бирманской семье, является тональным. Выделяют множество диалектов, многие из которых заметно отличаются друг от друга.